# 한국형 중거리 공대공 유도탄
한국형 중거리 공대공 유도탄은 대한민국이 개발중인 중거리 공대공 미사일이다.

## 역사

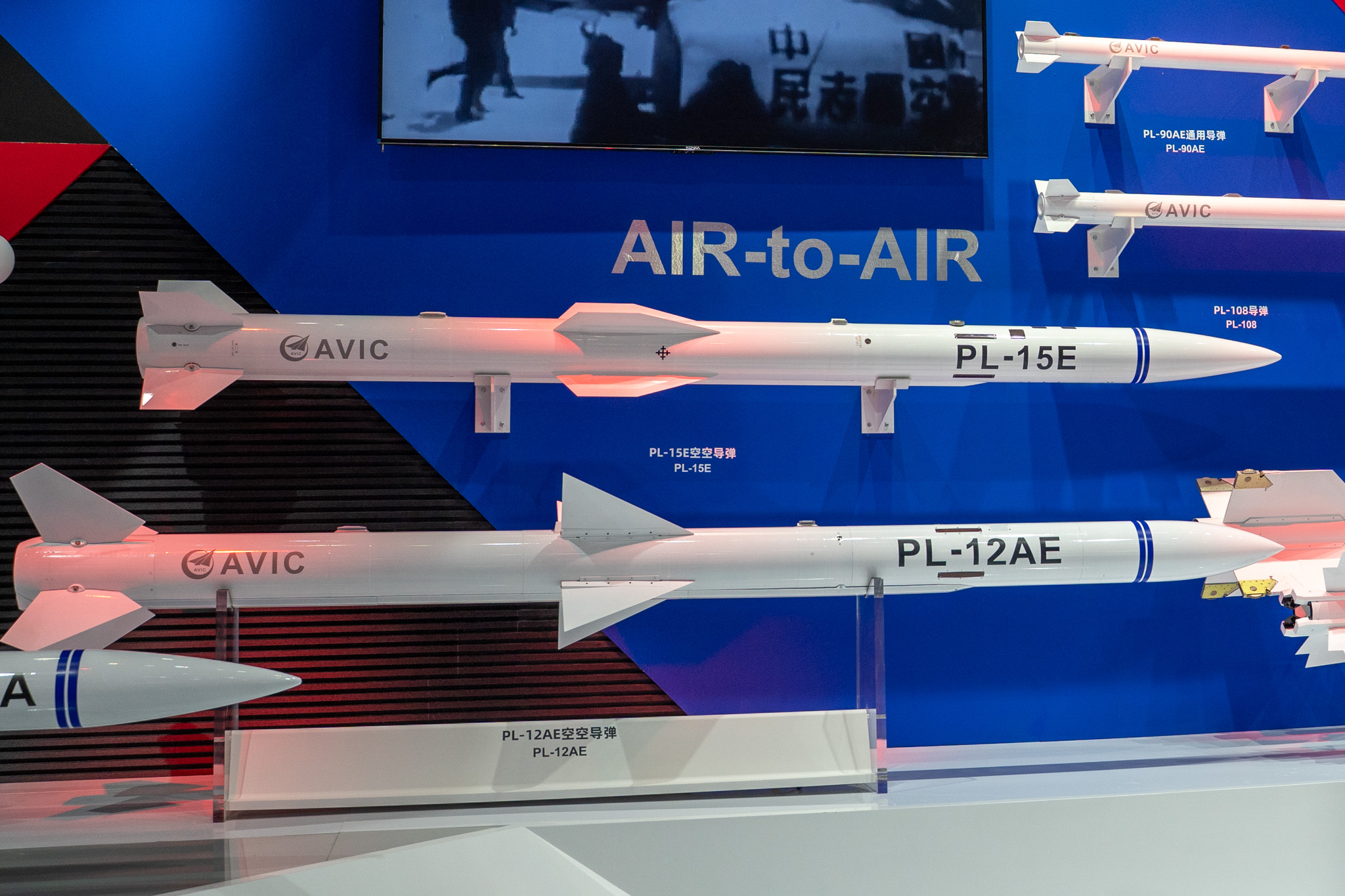
중국 PL-15, PL-12AE 공대공 미사일

대한민국 공군에서 KF-21 보라매에서 운용하기 위해 개발하는 중장거리 공대공 미사일이다.
KF-21은 독일의 미티어 미사일을 장착한다. 이것을 향후에는 국산으로 교체한다는 계획이다.
2038년까지 1조 5천여억원이 투입된다.
2025년 5월 8일, 파키스탄이 인도 라팔 전투기를 중국산 PL-15 중거리 공대공 미사일로 격추하면서, 한국도 국산 미사일 개발 계획을 앞당겨야 한다는 여론이 형성되고 있다.
2025년 5월 15일, 김정은이 조선인민군 제1공군 사단 산하 비행연대를 방문해 공군 비행대들의 반항공(방공) 전투와 공습 훈련을 지도했다. 여기서 북한은 신형 중거리 공대공 미사일을 공개했다. 아직 미사일 이름은 알려지지 않았다. 그러나 사진의 모습은 중국 PL-12AE와 똑같은 모양이었다.